# Усманкулов, Алишер Кадиркулович
Алишер Кадиркулович Усманкулов (узб. Alisher Kadirqulovich Usmonqulov, род. в 1968 году) — узбекский преподаватель, доктор технических наук, профессор. С 28 сентября 2016 года ректор Джизакского политехнического института.

## Биография
В 1992 году Усманкулов окончил с отличием Ташкентский институт текстильной и лёгкой промышленности по специальности «Первичная обработка хлопка».
В 1986—1988 годах проходил срочную службу в вооруженных силах. Педагогическая деятельность началась с 1992 года на кафедре «Первичная обработка хлопка» Ташкентского института текстильной и лёгкой промышленности заведующим лабораторией. В 1999—2002 годы — заместитель декана по духовно-просветительской работе факультета «Механика и технология хлопковой промышленности» Ташкентского института текстильной и лёгкой промышленности. В 2002—2006 годы — начальник отдела маркетинга Ташкентского института текстильной и лёгкой промышленности. В 2007—2008 годы — заведующий кафедры «Первичная обработка хлопка». В 2008 году назначен деканом факультета «Технология хлопковой промышленности». С 4 апреля по 28 сентября 2016 года — проректор института по финансам и экономике.
В 2002 году Алишер Усманкулов защитил кандидатскую диссертацию на тему: «Повышение эффективности процесса сушки хлопка-сырца в барабанной сушилке».
26 ноября 2016 года защитил докторскую диссертацию на тему: «Создание высокопроизводительной хлопкосушильной установки и технологии на основе интенсификации тепло-массообменных процессов».
А. Усманкулов автор более чем 130 научных работ опубликованных в республиканских и международных журналах, также является автором 15 изобретений и патентов, 3 монографий и 2 учебников. 
В течение 2011-2020 годов руководил 3 практическими, 3 инновационными и 1 фундаментальным грантовым проектами. С 14 по 27 августа 2013 года участвовал на Международном семинаре в институте «Высшей школы экономики и менеджмента» (VSEM), посвященном теме «Организация научных работ в образовательных учреждениях», который проходил в городе Прага, Чешской Республики.
В 2021 году избран членом Центральной избирательной комиссии Республики Узбекистан, а также член Либерально-демократической партии Узбекистана.